# 別子山地域バス
別子山地域バス（べっしやまちいきバス）は、愛媛県新居浜市で運行するコミュニティバスである。

## 概要
2006年より別子山地域（旧別子山村）と市内中心部を結ぶ路線が運行を開始した。2010年には瀬戸内運輸の路線廃止に伴って別子山地域と四国中央市を結ぶ路線を開設した。
民間撤退による激変緩和措置が終了することを受けて、別子山地区と四国中央市のＪＲ伊予三島駅を結ぶ路線を2014年3月で廃止し、代わりに新居浜市街地方面を１日１往復増便して３往復になった。
現在公共交通機関がない別子山地域と新居浜市街地との行き来ができるものであり、市街地では別子山地域バス停留所で乗降でき、別子山地域内ではふるさと館やゆらぎの森などの希望場所（住宅）まで送迎する「デマンド方式」で運行している。
運行業務は光タクシーに業務委託されている。

## 運賃
- 大人:400円
- 小人:200円
- 障害者及び介助者1名は半額。
- ※別子山地域内で乗車し、別子山地域内で降車する場合は上記運賃の半額

## 路線
詳しい運行状況については#外部リンクを参照。

### 運行路線
別子橋 - 別子山支所前 - マイントピア別子 - 新居浜駅 - 住友病院前（住友別子病院）
　別子橋･別子山支所前間、別子山支所前･マイントピア別子間は自由乗降区間。

### 廃止路線
別子橋 - 別子山支所前 - 三島医療センター（旧愛媛県立三島病院） - 三島駅前（伊予三島駅）
　2010年 - 2014年までの間運行されていた。
　別子橋･別子山支所前間は自由乗降区間。
　2010年4月末までは瀬戸内運輸によって運行されていたが路線廃止に伴い、開設された。

## 車両
- 車椅子対応マイクロバス（三菱ふそう・ローザ）愛称「花ぐるま」
- 9人乗りワゴン車（トヨタ・ハイエース）